# بوروسيا دورتموند موسم 2002–03
كان موسم 2002–03 هو الموسم الـ92 (والعام الـ93 بشكل عام) لبوروسيا دورتموند في تاريخ نادي كرة القدم والموسم الـ27 على التوالي في دوري الدرجة الأولى الألماني لكرة القدم، البوندسليغا. وبعيدًا عن فشله في الاحتفاظ بلقب الدوري الألماني، فشل دورتموند في الوصول إلى مرحلة خروج المغلوب في دوري الأبطال، على الرغم من فوزه خارج أرضه على ميلان البطل في النهاية. وفي النهاية، كان احتلال المركز الثالث في الدوري الألماني كافياً للتأهل إلى مرحلة التصفيات المؤهلة لدوري أبطال أوروبا في الموسم المقبل.